# 戈諾里夫卡 (皮先卡區)
48°10′53″N 29°0′6″E / 48.18139°N 29.00167°E

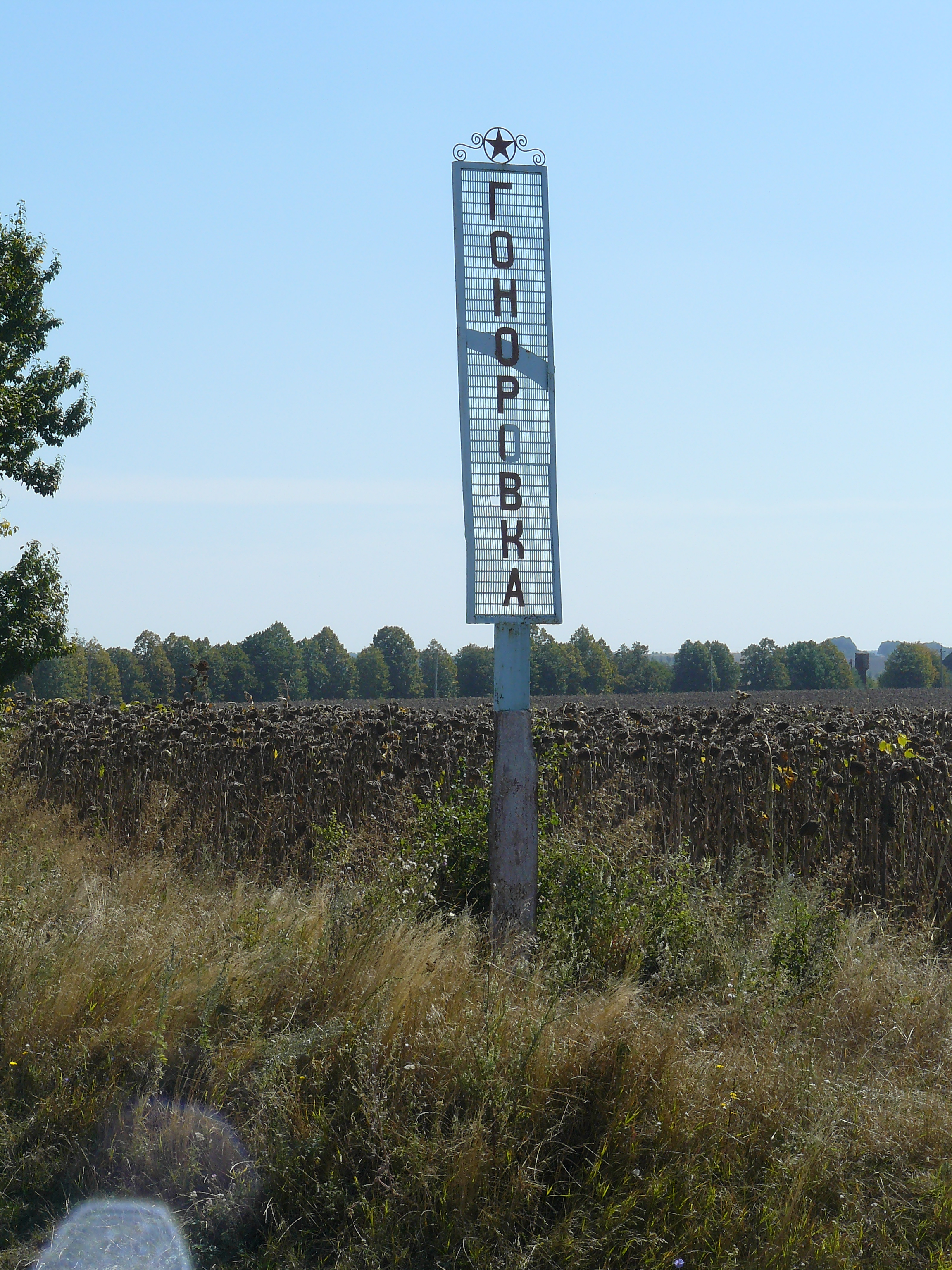

戈諾里夫卡（烏克蘭語：Гонорівка），是烏克蘭的村落，位於該國西南部文尼察州，由圖利欽區負責管轄，始建於1750年，面積3.52平方公里，海拔高度218米，2001年人口1,021，人口密度每平方公里290.22人。